# Resbaladero de Lunada
El resbaladero de Lunada es una estructura diseñada por el ingeniero austriaco Wolfgang Mücha, que consta de una estructura de madera en forma de tobogán, sobre una base de piedra que medía 1700 metros de los que actualmente tan solo quedan unos pocos vestigios de la base. Además estaba acompañada de un prado, denominado finca de la Pila, situado al pie del resbaladero, que comprendía varias represas y una casa, con el mismo nombre, compuesta de una sola planta rectangular de diseño pasiego, a excepción de una portalada con arcos y un escudo que hace referencia al rey Carlos III.
Este ingenio de 1791 se encuentra en el municipio de Soba (en Cantabria, España), situado en el margen derecho del río Miera, a 10 km de San Roque de Riomiera, en su ascenso al portillo de Lunada.
Este patrimonio industrial del siglo XVIII es considerado desde julio de 2003, bien inventariado por la Consejería de Educación, Cultura y Deporte del Gobierno de Cantabria por considerarse una obra de gran magnitud, cuyo propósito era el transporte de maderas por las escarpadas pendientes de Lunada para finalizar en la Real Fábrica de Cañones de La Cavada y Liérganes, a las cuales se las debe en gran parte la escasa presencia de arbolado en las partes altas del valle del Miera y del norte de la provincia de Burgos.

## Historia

### Contexto histórico

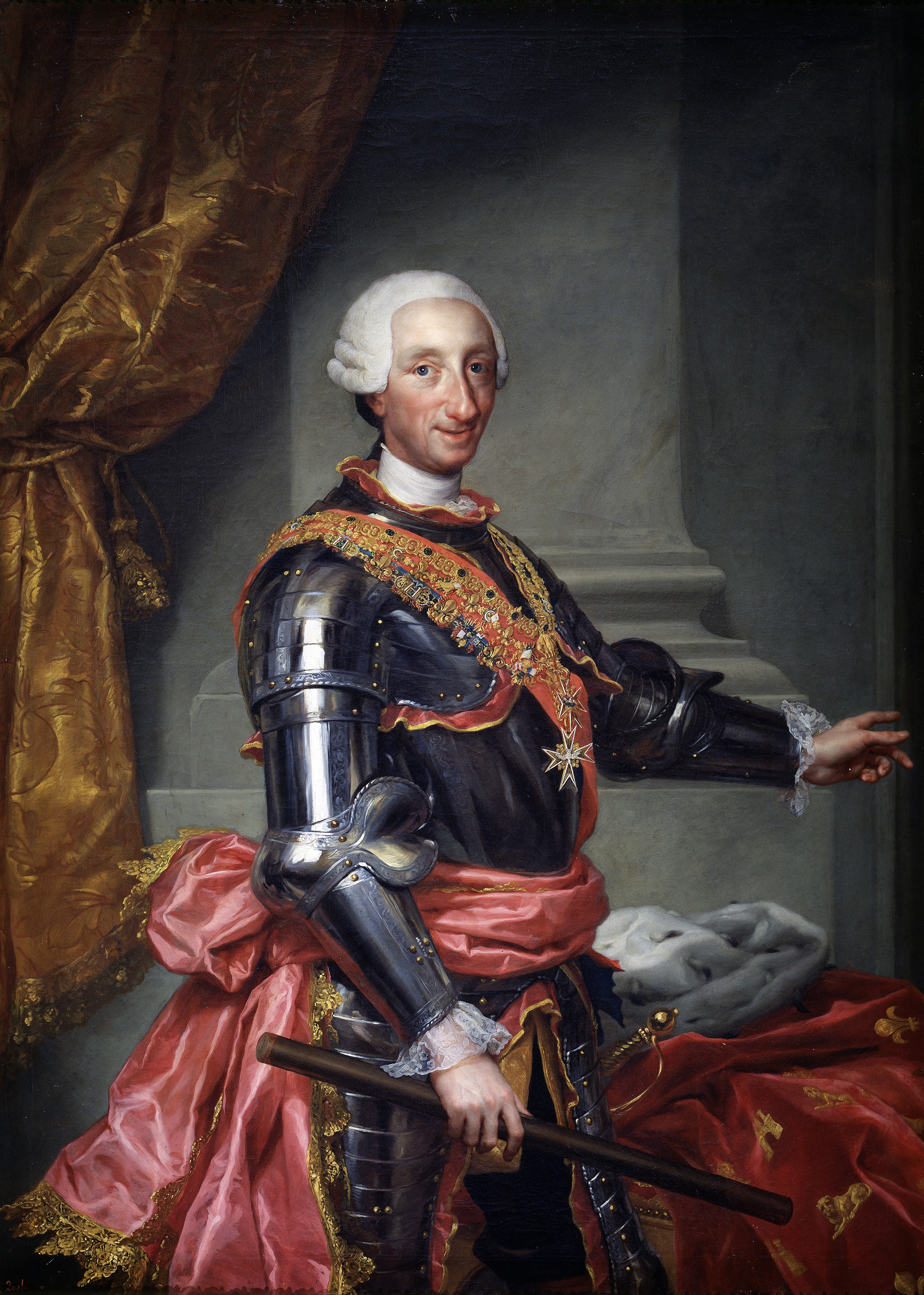
Retrato de Carlos III de España (1759-1788)

El ingenio se establece durante la época en la que se nacionalizó la Fábrica de Cañones en 1763, por parte de Carlos III, recibiendo así el título de Real Fábrica, pone al frente en un primer momento al teniente coronel Vicente Xiner y posteriormente, gracias a los problemas de innovación y de fundición, a Antonio Valdés y Fernández Bazán del Ministerio de Marina, que vuelve al antiguo método de fundición, mediante carbón vegetal del hierro colado con moldes soterrados, y a fabricar objetos para la industria privada devolviendo el prestigio a la Real Fábrica. Ante este auge se hace necesario un aumento de árboles para su carboneo, lo que se traduce en un aumento de la dotación de montes incluyendo así los montes del norte de Burgos, extendiéndose hasta La Rioja pero aparece la problemática del transporte del carbón, en su momento hecho en el lugar de corta, durante este periodo el ingeniero Fernando Casado Torres conoce en Viena a otro ingeniero austriaco, Wolfgang Mücha, el cual tiene la posibilidad de trabajar para el Reino de España de Carlos IV, en la Real Fábrica de La Cavada, este acepta, y propone una solución al transporte de maderas desde la otra vertiente de la cordillera Cantábrica: el resbaladero.

### Biografía del ingeniero austriaco Mücha

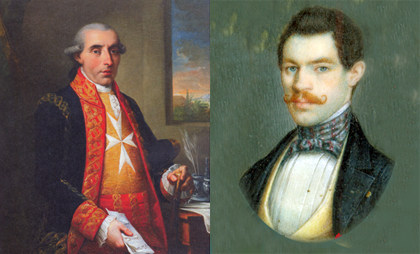
A la izquierda: Fernando Casado Torres, ingeniero de la Marina y director de la Real Fábrica de Artillería. A la derecha: Wolfgang Mücha, ingeniero de la Empresa del Miera

Nacido en 1758 como primogénito de una casa distinguida de Carniola (en la actual Eslovenia). Comenzó en su juventud destacando en matemáticas, química metalúrgica, lo que le hizo ser el protegido del príncipe de Likeinstein. Tras varios trabajos para este, le ofrecieron ser oficial del Cuerpo de Artillería, puesto que aceptó. En esta posición adquirió mucha fama al mejorar el rendimiento de las minas de hierro y en las fábricas de cañones de Mariazell. En 1787 fue nombrado profesor en el Colegio de Bombarderos de Mariahöf, desempeño que no le gustaba, pues decía que no era de su competencia y le desviaba de su carrera, tal y como se lo hizo saber al ingeniero de Marina y director de la Real Fábrica de La Cavada, Fernando Casado de Torres e Irola, ante el ofrecimiento de trabajar para España. Este aceptó si le pagaban «[…] un sueldo de 4000 florines y una superior graduación militar».
Tras mucha inquietud ante su posible encarcelamiento, y de un largo viaje, llega a La Cavada el 30 de octubre de 1790. Su cometido general era «reconocer y examinar el estado de la Fábricas de La Cavada, método de aquellas fundiciones y lo demás que pertenezca a este ramo». En dicho contexto se le encarga la mejora de la fundición y el ensayo de la fundición al coque.
Además, este ingeniero contaba con conocimientos de las Dotaciones de Montes y del propio río Miera, donde extraerían las maderas para el carbón de la fundición. El transporte de estas se encontraba enmarcado en un problema al que no se habían enfrentado antes los carboneros de la fábrica. Para solucionar este contratiempo, Mücha ingenió un sistema ya aplicado en las tierras de Bohemia que consistía en la flotación de la madera mediante esclusas al fin de facilitar el transporte río abajo, además de un resbaladero que ayudasen a cruzar las maderas traídas de la otra vertiente de la cordillera Cantábrica. Este proyecto estableció el transporte de los 100.000 carros a la Fábrica de La Cavada en 600 000 reales, añadiendo 150 000 las obras del canal con esclusas, rotura de rocas y demás estructuras. Dicho presupuesto se aprobó con extraordinaria rapidez el 4 de julio de 1791. En esta obra se demuestra ya no solo la ambición de abrirse el paso, sino también los conocimientos que poseía sobre trabajos forestales.
Pero a pesar de las buenas sensaciones del comienzo, para Mücha no sería si no un quebradero de cabeza al encontrarse, no sin parte de culpa, un sinfín de problemas con la población local, con las características del medio y problemas de financiación que le llevarían a perder el apoyo de sus defensores como Valdés, su cargo y su asignación y rango.

## Características del resbaladero
El resbaladero de Lunada es una construcción con sólida base de piedra sobre la que se asienta una estructura de madera de haya en forma de «U», que servía para transportar las maderas por las escarpadas pendientes del puerto de Lunada. Tenía un recorrido de 1,7 kilómetros, superando diferentes obstáculos que le imponía el medio.

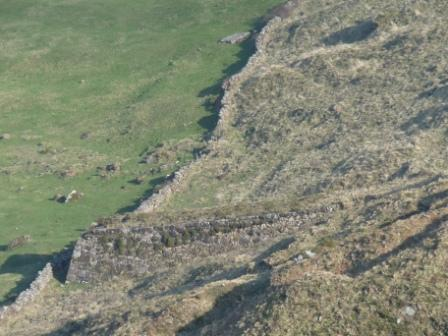
Final de la base del resbaladero, visto desde un lateral, con una inclinación mucho menor para con respecto al resto de la estructura, con el fin de decelerar la velocidad de los troncos

En su primera versión, este ingenio se dispuso directamente sobre el terreno, apoyado sobre maderas de haya en tijera con una longitud de 2112 metros, con carácter provisional para las pruebas. El inicio de construcción fue el 8 de agosto de 1791 y para el 26 de ese mismo mes ya comenzaron las pruebas. Tenía un carácter muy precario pues en algunos puntos las maderas que resbalaban «saltaban» de su cauce, llegando a golpear en cierta ocasión a dos operarios de este. Aun así se deslizaron por él 1200 carros de leña. Pero debido a su material y su naturaleza, a día de hoy no quedan vestigios materiales.
Dada su funcionalidad, el ingeniero Mücha se planteó la construcción de otro definitivo, de modo que se m ejorasen los fallos del provisional. Este estaría asentado sobre unos sólidos muros que se dispondrían de tal manera que evitasen el salto de las leñas y salvar las características topográficas y climáticas del paraje. Este mejorado ingenio, según Müller (ingeniero encargado por el ministro Pedro de Varela Ulloa de supervisar la empresa del Miera en 1796, ante la necesidad de un informe objetivo), mediría unos 6100 pies (1696 metros), manteniendo una pendiente casi constante de 20º, medida de modo que los troncos no adquiriesen demasiada velocidad y desbordaran la estructura, pero también para que los troncos superasen la resistencia producida por el rozamiento.
Se trata de una construcción de anchura variable, de 3 a 4,5 metros, con pérdidas en algunos tramos. Según José Sierra Álvarez se puede dividir en varias secciones:
El tramo más alto de 500 metros de longitud, posee dos secciones, un primer tramo casi rectilíneo, con una escasa pendiente y empedrado, este termina en un muro de contención que marca una brusca rotura de la pendiente, en un aplanamiento y ensanchamiento. En la segunda parte del tramo alto tiene una pendiente, en torno a los 30°, al que se le añade un trazado en zigzag que sirve para reducir la gran inclinación del terreno, para su cometido se construyó un base de piedra caliza de 4,4 metros en las zonas más anchas, con cierta inclinación hacia el interior, en cuyas curvas podían pasar los troncos.
Los otros dos tramos discurren de una manera rectilínea, separados ambos por una curva, en la que tendrían problemas para salvar el cauce de un regato que da a la parte norte de la estructura. Estos inconvenientes se veían atajados por la construcción de tajeas, que dejaban pasar el agua por un desagüe, en cambio esta curva se veía afectada por la acumulación de nieves y en ciertos momentos por desprendimientos de rocas, ante este problema, Mücha ideó lo que dio en llamar el «desnevadero», que evitaba la acumulación de estas precipitaciones y el daño a la estructura.
Al final del último tramo se encuentra la estación de cambio de pendiente que junto con la aún existente rampa final servían para la ralentización de los troncos, hasta llegar a la llana de la Pila.
Lo comentado hasta ahora es la base del resbaladero, en realidad por donde circulaban los troncos sería una canalización superior establecida sobre este basamento de piedra caliza. Este canal, citado gráficamente por Jovellanos como fuertes troncos de haya unidos por un machihembrado, de forma curva, sobre la que había unos troncos que ayudaban a deslizar los maderos. Además para fortalecer la estructura se usaban unos clavos de nueve pulgadas. De todas maneras para «ayudar a bajar» las leñas estas se hacían con la cabeza más gruesa para que no se trabasen en el descenso, y se humedecía o regaba con el agua el resbaladero, que según la tratadística de la época, se utilizaba para que disminuyera la fricción y pudieran descender los troncos en diferentes épocas del año, incluso en épocas invernales se congelaba haciendo menor dicha fuerza.
Para conseguir al agua, se construyó un arca o «calero» 43°10′15.63″N 3°39′20.45″O / 43.1710083, -3.6556806, con forma cuadrada y un vano canalizado hasta el resbaladero. Además para la supervisión del descenso se encontraban algunas atalayas (43°10′15.91″N 3°39′32.94″O / 43.1710861, -3.6591500, 43°10′12.41″N 3°39′35.63″O / 43.1701139, -3.6598972, 43°10′13.2″N 3°40′41.02″O / 43.170333, -3.6780611), desde donde se daban señales para que dejasen resbalar las maderas o no bajasen más.
Todas estas estructuras e ideas conseguían que los troncos salvaran un desnivel de 400 metros y lo hicieran en un tiempo de 2 minutos.
En la actualidad se encuentran pequeñas reminiscencias de lo que fue, se nota en cierto modo el recorrido que seguía y algunas de las estructuras sobre la que se situaba, como las tajeas para salvar las vaguadas y un fragmento muy bien conservado de la estructura, coincidente con el final del resbaladero, que denota una inclinación diferente que servía para aminorar la velocidad del descenso.

## Procedimiento y procesamiento

### Corta, tira y transporte
El área delimitado por las Dotaciones de Montes eran muy amplias, pero debían ser pocos los bosques, que por su accesibilidad y distancia al portillo de Lunada jugaban un papel muy destacado en la empresa del Miera. Y aunque el pensamiento de Mücha era de utilizar cualquier tipo de maderas para las fundiciones, la mayoría de los textos apuntan a una corta exclusiva de hayas, en función a lo mandado en la Ordenanza de Montes de 1748 y su reglamento de 1775. Pero a pesar de la Ordenanza, dada la exigencia maderera, Mücha aplicó un método de tala que no dejaba ni crías ni atalayas, dejando en palabras de Jovellanos «grandes montes de haya, apurados; dejadas algunas, pero pocas, distantes y no bien repartidas para la repoblación».
Este proceso se llevaba a cabo de junio a finales de noviembre, esta corta se hacía por el pie del árbol, dejando solo las hayas que tuviesen menos de 4 pulgadas de grueso para aprovechar al máximo el monte.
Una vez cortados, los árboles debían ser pelados, hendidos y cortados en trozos, además eran apilados en los mismos lugares de corta. Estos troncos debían medir 7 pies de largo y uno de diámetro, apilándose en 16 pies de largo y 5,5 de alto.
Estos oficios eran realizados por los habitantes de las zonas colindantes, «por propia voluntad o por obligación», sugerido de esta manera por el ingeniero Mucha al ministro Antonio Valdés, o en cambio por cuadrillas pagadas a un mayor salario, el cual les parecía insuficiente y rara vez trabajaron. Optando por la obligación de aquellas gentes.
Estos tocones se llevaban en carros tirados por dos bueyes, por su gran peso, y que a la escasez de este animal, en ocasiones se usaban vacas, con el agravante para la producción de leche y cría. Debido al uso de carros había una red de caminos señalizados que llegaban al Portillo de Lunada, con diferentes grados de calidad, donde el mejor es el compuesto por la Real Hacienda y el camino real de Espinosa, de los que a día de hoy existen vestigios maltrechos. A pesar de que el destino final de las maderas se sitúa en Lunada, durante el camino existían apiladeros de maderas que ayudaban a fluidificar el tráfico de maderas.

### El resbaladero y la casa del Rey

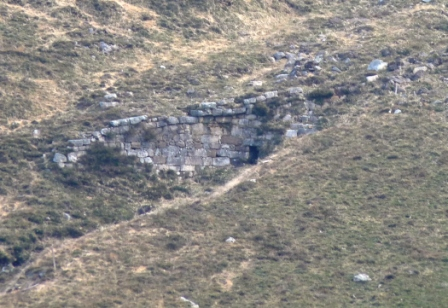
El resbaladero servía para dejar pasar el agua y que esta no se estancase y dañase la estructura

De estos apiladeros se cogían los troncos y se retocaban para que adquirieran las características adecuadas para deslizarles por el resbaladero, estos debían de medir unos 7 pies (2,1 metros) de longitud, y 1 pie (0,30 metros) de anchura, y poseer un extremo más grueso que el otro para que no se trabara tanto en su descenso por este como por el río más adelante. Estos eran ayudados por un flujo de agua que disminuía la fricción, esta agua se obtenía de un arca y se soltaba a medida que se introducían los troncos en el tobogán. Al final llegaban a la finca de la Pila, donde eran recogidos, registrados y agrupados en pilas para su posterior transporte a un estanque situado en la parte inferior del muro en el que situaban varias presas para su descenso por el río.
El descenso por el resbaladero era vigilado mediante atalayas situadas a lo largo de este, debido al peligro que tenían por la gran velocidad que alcanzaban.
Además el agua que se usaba en el descenso era de nuevo canalizada a un arroyo cercano por dos motivos, uno que esa agua no crease un cauce por mitad de la finca, y otro ayudar al descenso de las leñas por el río.

### Camino a la Real Fábrica

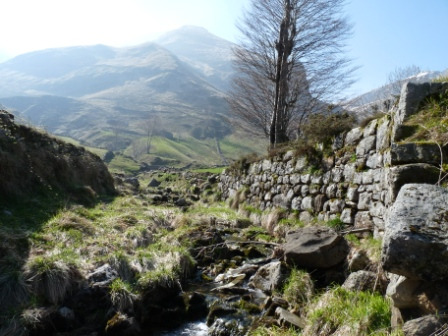
Canalización del cauce, para que se necesitara menos agua en el descenso de los troncos, es una de las muchas medidas que se necesitaron para flotar las maderas

La madera se lanzaba a un estanque, construido en un principio de madera, algo provisional, ante la sorpresa de que en la época estival el cauce estaba seco, contratiempo no observado por Mücha, por lo que posteriormente se haría de manera más sólida con mampostería. Ante la insuficiencia de agua, que persistían en ciertas épocas se instauraron otras presas cauce arriba, una de ellas con puerta de guillotina y muros muy anchos. Este problema persistiría, que además de construir represas río arriba, también se tuvieron que plantear la creación de estas río abajo como es el caso en el arroyo de Vernaya en las Corcadillas, obra mucho mayor que las anteriores. Además de la creación de presas, se modificó el cauce en varias ocasiones, canalizando el cauce y modificando los márgenes del río, tanto por ensanchamiento como por estrechamiento.

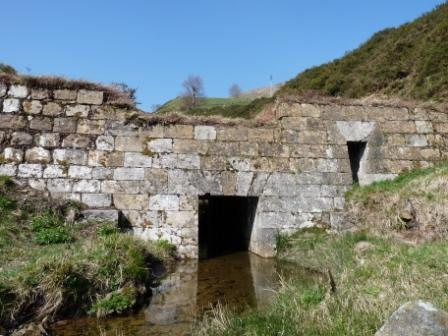
Una de las muchas presas que se situaban en la parte alta del valle del Miera para ayudar a descender los troncos en el descenso por el río

Cuando consideraban que había los suficientes troncos en este, abrían las compuertas dejando que fluyeran el agua, estas iban atravesando las diferentes obras, hasta llegar a la Concha, donde Mücha hizo un puente, perteneciente al camino a La Rioja, que hacía de susodicho y de retén, conformados por muros laterales, para el encauzamiento, pero dada las características del suelo y la amplitud de caudal del río Miera, se precisó hacer una serie de mejoras que al final no se produjeron.
Durante todo el trayecto de los troncos, se tuvo que canalizar, modificar el lecho y márgenes del río para poderles conducir hasta la Real Fábrica. En algunos puntos se tuvo que volar la roca y en otros reforzar las peñas, pues su composición caliza estimula la disolución con facilidad. Además se aúnan las características del río, que se supone tan inclinado que las crecidas duran muy poco, dado es así que en ciertos momentos llegaban grandes cantidades de árboles como horas después no bajaba ninguno, esto depende en gran medida a la gran influencia de las nieves y de las precipitaciones. Por ello se hacían tan necesarias las obras de canalización, para la presencia continuada en todas épocas del agua.

### Retén de La Cavada

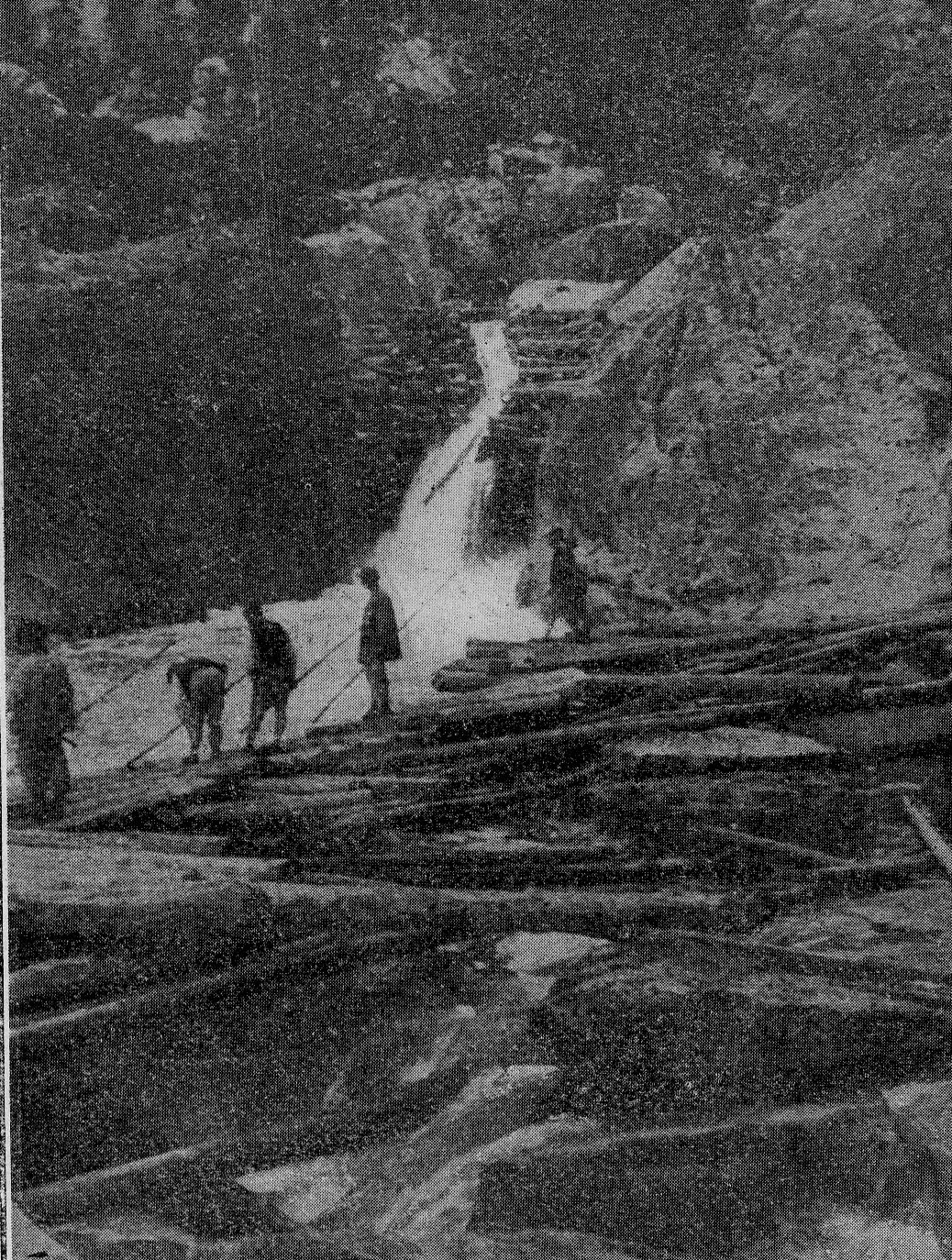
Gancheros en un encauzamiento artificial para el transporte por flotación de troncos en 1929 en un lugar indeterminado de España. Las técnicas de maderada no deberían distinguirse mucho de las practicadas por aquel entonces en el río Miera

La llegada a La Cavada significaba el final del trayecto tanto por tierra como por agua. Por este último se encontrarían con el retén de leñas (43°20′56.32″N 3°42′37.66″O / 43.3489778, -3.7104611), que servía al paso para la retención de maderas como de puente construido con «la experiencia en los países del norte», en relación con Bohemia, Austria.... se constituía de: «dos fuertes etribos, una alineación de cuarto estrechos pilares de planta rectangular rematada en tajamares y alzado trapezoidal servía para armar un enrejado fijo de madera y, al tiempo, para que, sobre ellos, apoyase el tablero de un puente con su barandilla».
Este retén se comenzó en junio de 1791, terminándose muy pronto, seguidamente de la compra de unas parcelas para la saca y carboneo de los troncos, en su margen izquierdo. Al poco tiempo de funcionamiento, Mucha se dio cuenta de las reformas que le harían mejorar, están constaban de asegurar la cimentación y la resistencia ante la fuerza con que los troncos descendían gracias a las avenidas del río. Debido a este fenómeno fluvial de desbordamiento, en este mismo año, Mücha ordenó la construcción de un amurallado del margen derecho del río, que cercase la zona de caldeo (véase carbón vegetal), por el robo de alguna leña en las proximidades (43°20′56.35″N 3°42′30.84″O / 43.3489861, -3.7085667).
Este estructura se destruyó en al menos tres ocasiones, reparándose en tan solo la primera, pues a partir de 1800 se decidió no restaurar el retén, aunque si el puente para que se pudieran comunicar los dos márgenes del río. En 1834, debido a una gran avenida del río Miera, se terminó destruyendo. Un año después de este suceso la fábrica cerró.

### Problemas
A pesar de ser una de las grandes obras de la época y lugar, esta denominada Empresa del Miera no tuvo el éxito que se esperaba, pues si en el primer año de funcionamiento debían escurrir 100 000 carros de leña no se consiguieron ni tan solo 50 000, y en los años sucesivos solo reducían el número esperado de troncos que debían bajar por este. Estos desajustes se debían en parte a los frecuentes inconvenientes que se encontraba su ingeniero, tales como el caprichoso río Miera, que requerían obras aparte (represas, encauzamientos…), o las frecuentes reparaciones que este ingenio precisaba.
Además de estos grandes inconvenientes, estaba el carácter del austriaco que engolado creaba recelos entre la población que por voluntad u obligación, trabajaba en las obras con bajos sueldos, exigencias en el transporte y la corta, y restricciones de usos madereros por parte de las reales cédulas de concesión de montes.
Esta obra, que costó alrededor de 3 millones de reales, marcó de manera singular el paisaje que hoy se puede vislumbrar en el alto valle del Miera, el cual se ve escaso de arbolado, debido a las grandes talas que se hacían y al modo de pastoreo de los pasiegos.

## Los Reales Astilleros de Guarnizo y la Real Fábrica de Artillería de La Cavada
El Astillero de Guarnizo, creado en el siglo XVI, se sitúa en el fondo de la bahía de Santander, esta situación hacia que estuviese más resguardado de los posibles ataques de las flotas enemigas, lo que hizo que grandes astilleros como el de Folgote, en Colindres, fuera cerrando por su vulnerabilidad —tras ser atacado en 1618 por los franceses— en beneficio de este durante el siglo XVII, culminando su trayectoria en el periodo de 1720-1729 con la construcción de 29 navíos. Se trataba del segundo astillero en importancia en el Imperio español, tras La Habana con 33 naves, consiguiendo el título de Real Astillero. Ante esta imponente producción en serie, la madera era un factor clave, y aunque no estaba en competencia directa con la Real Fábrica de Cañones de La Cavada, si que recibían una cierta presión mutua por la misma necesidad. Sin embargo, a la Fábrica de La Cavada se le expidió un real cédula de concesión de montes por la cual le pertenecía todo derecho a la corta de leña gruesa a cinco leguas desde las fábricas, que posteriormente se aumentaron a los valles del norte de Burgos, por lo que se hacía necesario la creación de este ingenio.
Durante mucho tiempo estas dos instalaciones, la Real Fábrica de Artillería en La Cavada y el Real Astillero de Guarnizo, estaban muy relacionadas, puesto que una construía los bajeles y la otra metales como el clavazón, herraje, los cañones y otros necesarios para la fabricación de estos.